# Jean-Louis Goarnisson

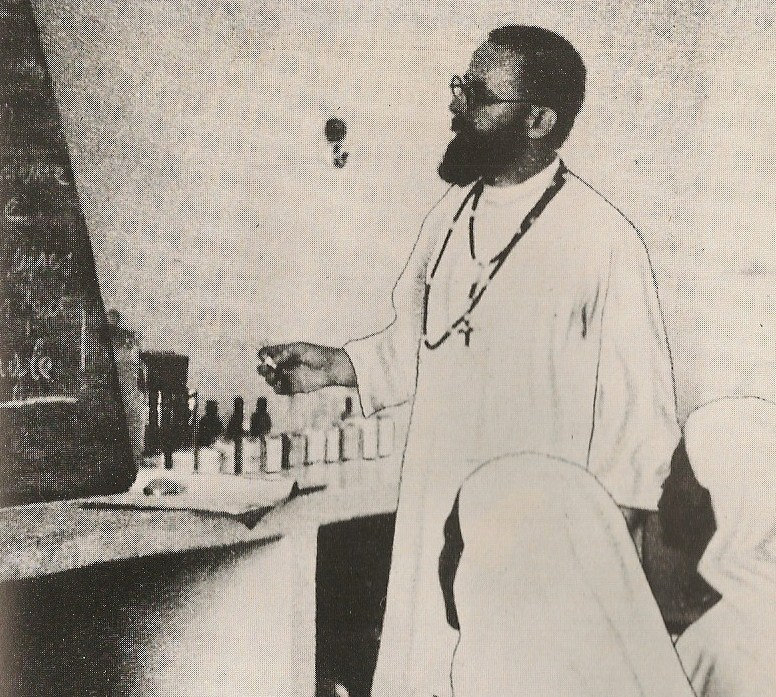
Le Père Goarnisson enseignant dans une école d'infirmières africaines de Haute-Volta.

Le Père Jean-Louis Goarnisson (12 août 1897 à La Feuillée - 16 décembre 1981 à Bry-sur-Marne) est un médecin, prêtre et homme politique français originaire des Monts d'Arrée en Bretagne. 
Très présent en Haute-Volta (devenue Burkina Faso), il y exerce son métier de médecin, spécialiste de médecine coloniale et de l'ophtalmologie, en même temps que son activité sacerdotale au service des populations locales, ce qui lui a valu le surnom de « Docteur Lumière ».

## Biographie

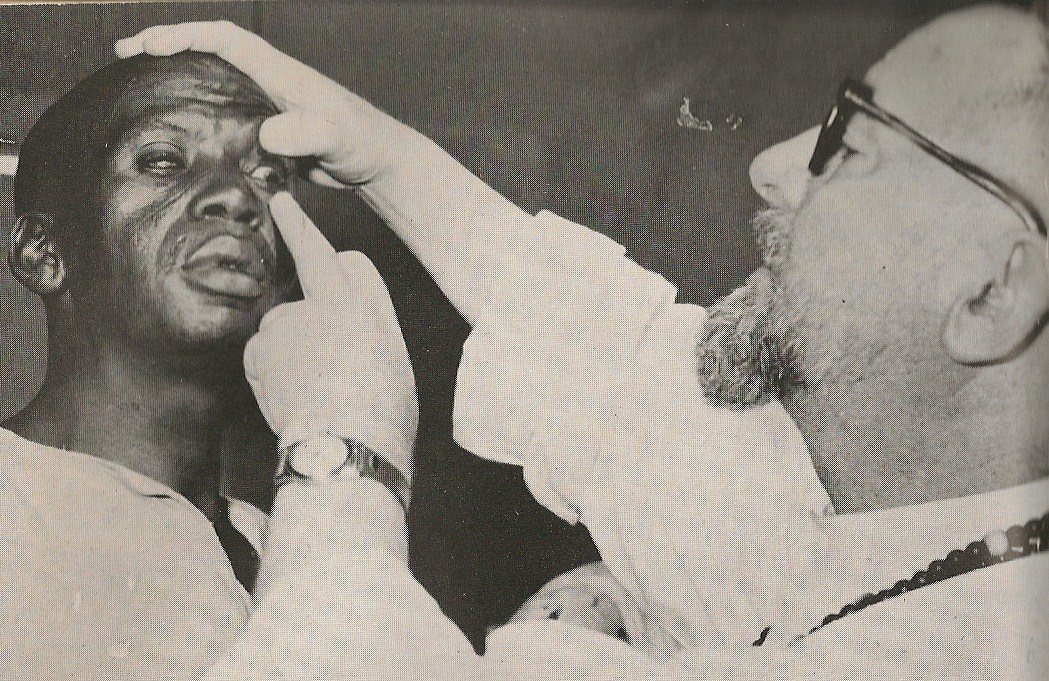
Le docteur Lumière.

Jean-Louis Goarnisson est né le 12 août 1897 à Keranheroff en La Feuillée. Ses parents étaient Hervé Marie Goarnisson, originaire de Plounéour-Ménez et Louise Le Borgne, d'origine feuillantine, agriculteurs. Fils unique, il fréquente l'école communale, puis le « grand collège » de Saint-Pol-de-Léon (collège du Kreisker par la suite) de 1909 à janvier 1916, date à laquelle il est mobilisé. Il participe aux combats du Chemin des Dames pendant l'année 1917 et est démobilisé en janvier 1919, passant le baccalauréat en juillet 1919 et s'inscrit à l'école de médecine de Rennes en octobre 1919, devenant docteur en médecine en janvier 1924.
Mais sa vocation religieuse, qui date de ses années de collège ne se dément pas. Il entre dès janvier 1924 au séminaire de la Société des Missionnaires d'Afrique (Pères Blancs) d'Alger et est ordonné prêtre le 29 juin 1930 à Saint-Louis de Carthage. Sa première grand-messe est célébrée à La Feuillée le 18 juillet 1930. De début octobre à fin décembre 1930, il suit des cours de médecine coloniale à Paris et arrive à Ouagadougou (Haute-Volta) en mars 1931 où il entreprend aussitôt l'étude de la langue mossi. Il a reçu de Rome l'autorisation de pratiquer la médecine en dépit de son statut sacerdotal « à condition de ne pas faire payer les soins » et d’exercer sa science dans le cadre des institutions missionnaires. 
Dès novembre 1931, il crée un service de prophylaxie de la trypanosomiase (« maladie du sommeil ») et dès 1932, il commence dans le cadre d’un dispensaire ophtalmologique à former des chirurgiens pour opérer le trachome et les cataractes, même s’il ne pourra lui-même jamais opérer les yeux, ayant le geste peu sûr. 
En 1938, il entreprend des recherches sur l’onchocercose (« cécité des rivières »), découvrant en particulier les kystes dont sont porteurs ces malades bien avant d’être frappés par la cécité. Ces travaux expliquent le surnom de « Docteur Lumière » donné au Père Goarnisson. La même année, il publie La trypanosomiase humaine, notions élémentaires et pratiques, ouvrage qui sera réédité plusieurs fois les décennies suivantes, et en 1943 organise « la Goutte de lait » qui assure la distribution de lait aux nourrissons lorsque la mère cesse de les allaiter.
En 1948, il fonde une école d'infirmières africaines à Ouagadougou. Fin 1948, il publie Le Guide médical africain, qui deviendra l'ouvrage de médecine tropicale le plus utilisé dans toute l'Afrique francophone pendant plusieurs décennies. Il ouvre une « soupe populaire » à Ouagadougou en novembre 1949 et entreprend aussi les années suivantes une lutte contre l'alcoolisme.
Sa célébrité est telle dans la colonie de Haute-Volta que les colons lui demandent de prendre la tête d'une liste qui l’emporte à une très forte majorité aux élections de l’Assemblée territoriale. Il devient premier vice-président de cette Assemblée. Il sera plusieurs fois réélu jusqu'en 1959, date où il refuse de se représenter.
À partir de 1961, date à laquelle il reçoit le prix Raoul Follereau pour son activité en faveur des lépreux, il diminue progressivement son activité médicale. En 1963, il écrit Musulman, mon frère. Frappé par l'âge et la maladie, il doit cesser toute activité médicale et apostolique en mars 1969. Il fait un bref séjour en France, où il n'était que rarement et brièvement revenu depuis trente-cinq ans, reçoit maintes distinctions, y compris des autorités du nouvel État de Haute-Volta qui vient d'accéder à l'indépendance mais finit ses jours retiré dans le village de Pabré après 1976.
Mort à Paris le 16 décembre 1981, où il était revenu se faire soigner, sa dépouille est rapatriée en Haute-Volta où ses obsèques sont célébrées en la cathédrale de Ouagadougou.

## Publications
- La trypanosomiase humaine, notions élémentaires et pratiques, 1938
- Le Guide médical africain, 1948
- Musulman, mon frère, 1963